# 超正常刺激

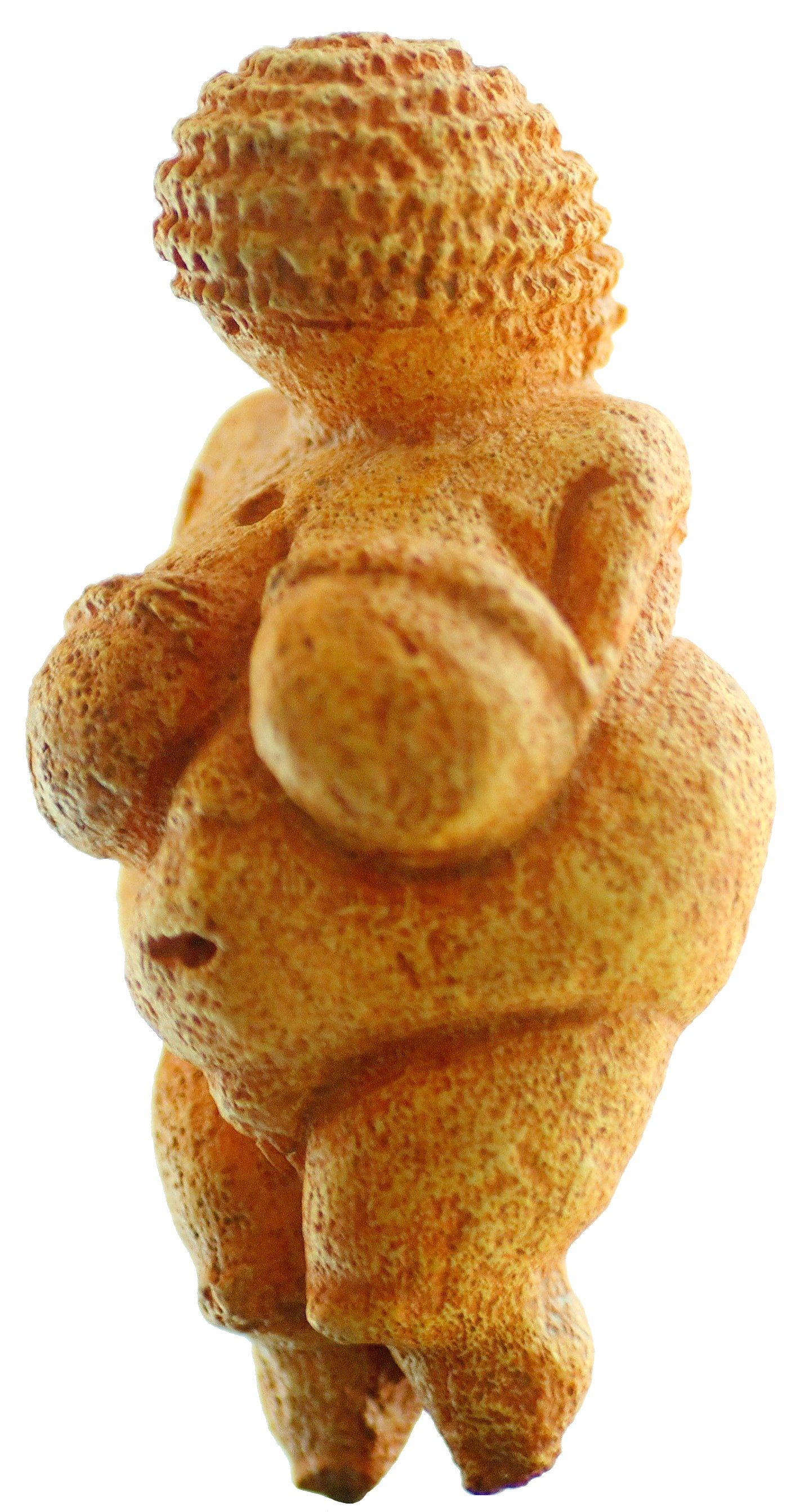
ヴィレンドルフのヴィーナス。胸と胴体が現実の女性以上に誇張されている。

超正常刺激（ちょうせいじょうしげき、英語: supernormal stimulus、英語: superstimulus）とは、動物において、現実にはあり得ないのに、その動物に特定の行動を引き出す刺激のことである。

## 概説
コンラート・ローレンツが発見した現象で、動物の行動において、先天的なものを本能行動というが、そのような場合、ある行動をその動物が起こすきっかけは、比較的単純な視覚などの刺激である例が知られる。たとえばトゲウオ類のイトヨの雄は、生殖期に縄張りを作り、そこへ侵入する雄に攻撃をかける。この攻撃行動を引き起こす刺激が、実は繁殖期の雄が示す腹部が赤くなる婚姻色である。その証拠に、楕円形の単純な形のモデルであっても、下側を赤く塗ればこの行動を引き起こせる。このような刺激のことを信号刺激と言う。
このような行動の研究には、このように簡単なモデルを作成し、それに対する反応を見るという実験が度々行われる。ところが、そのような実験の最中、時には実際には存在しないモデルの方が実物よりはるかに強くその動物の反応を引き起こす例が知られるようになった。たとえば、ニコ・ティンバーゲンが研究したミヤコドリでの実験では、この鳥の雌は三個の卵を産んで保温するのであるが、そばに五個の卵をかためて置くと、そちらに移動して五個の方を抱こうとする。また、似た色と形であれば、より大きいものを抱こうとするので、そばに大きさが二倍、三倍というような有り得ない卵を置いてやると、そちらを抱こうとする。実物より有り得ない偽物が動物を引き付けてしまっている訳である。そこで、このような刺激を超正常刺激と言う。

### 応用例
上記のように一般に鳥はより大きな卵を大事にする傾向がある。カッコウなどのいわゆる托卵をする鳥は、宿主となる鳥より大きな卵を産む。宿主の巣の中に卵が追加された場合、それがより小さいものであれば、宿主親がそれを取り除く場合があるが、より大きい卵ではそのような行動を起こさない。

## 性淘汰との関連
配偶者選択では、超正常刺激はさまざまな動物で見られる。ヒョウモンチョウの場合、表面はオレンジ色に黒いまだら模様があり、裏面はよりくすんだ色をしている。繁殖期の雄は黄色のヒラヒラ動くものに反応して引き付けられ、時には落ちる枯れ葉にも近づいて行くと言う。実際の交尾には、その後の匂いの刺激が必要であるが、雄が雌を追うまでは視覚刺激のみに反応する。そこで、ドイツのD.マグヌスはこのチョウを引き付ける要因を調べ、羽ばたきによる色の変化が重要である事を突き止めた。さらに詳しく調べた結果、最も雄をよく誘引するのは以下のようなモデルであった。
- 大きさは実際の雌の四倍（それ以下であれば、大きいほどよい）
- 黄色と黒が素早く入れ替わって見えるもの（形はどうでもよく、色を塗り分けたローラーを回転させても良い）。
- その入れ替わりの回数は毎秒75回（それ以下なら多いほどよい）。
- 黄色の部分の斑点は無い方がよい。

このような形は実際の蝶の雌にはあり得ないから、これも超正常刺激の例である。この場合、いわゆる雌雄淘汰の原因になり得るから、チョウの雌にこのような進化が起こってもよいはずである。しかし、現実のチョウがそのようにはなっていないのには、いくつかの理由が考えられる。たとえば羽ばたき回数毎秒75回というのは、チョウの体の構造では不可能であろう。大きさについてもそれなりの制約があると考えられる。いずれにせよ、動物の体は異性の嗜好以外にも多くの決定要因があると考えるべきである。
このチョウの場合も、多分より大きくてよく羽ばたくものを選ぶ、という方向があるだけであって、恐らく4倍とか75回という数字は単にチョウの認識できる最大の値、という意味を持つだけだと考えられている。
しかし、定向進化説の例とされるオオツノシカや現生ではシオマネキのような、非実用的な構造は、このような実現されていない理想、あるいはその方向性によって引き出されたものと考えられる。